# STM32
STM32 és una família de circuits integrats de microcontroladors de 32 bits de STMicroelectronics. Els xips STM32 s'agrupen en sèries relacionades que es basen al voltant del mateix nucli de processador ARM de 32 bits, com ara Cortex-M33F, Cortex-M7F, Cortex-M4F, Cortex-M3, Cortex-M0+ o Cortex-M0. Internament, cada microcontrolador consta del nucli del processador, RAM estàtica, memòria flash, interfície de depuració i diversos perifèrics.

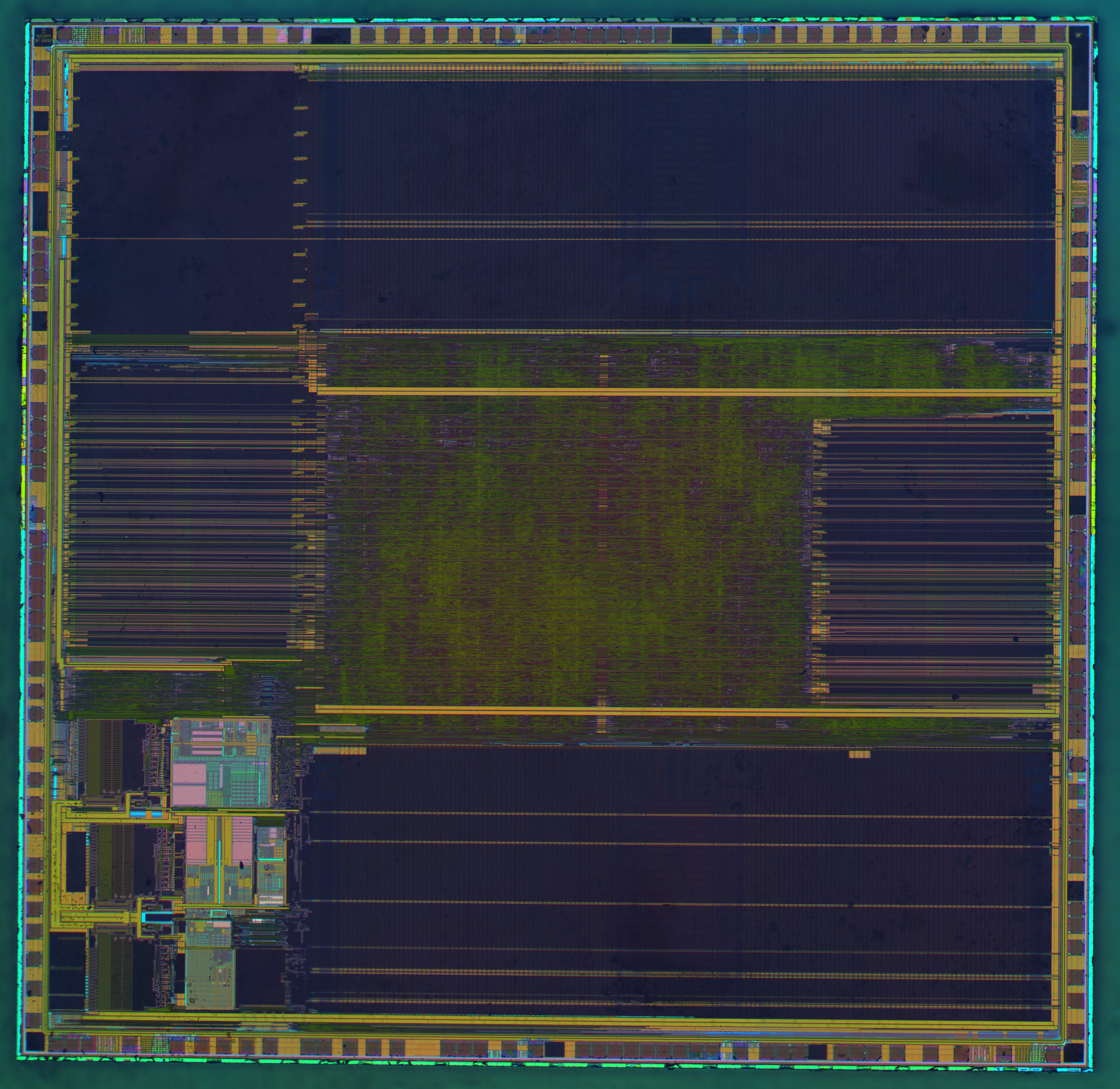
Foto de matriu de circuit integrat d'un MCU STM32F103VGT6 ARM Cortex-M3 (microcontrolador) amb flaix d'1 Mbyte, CPU de 72 MHz, control de motor, USB i CAN. Mida del dau electrònic de 5339x5188 µm. La vista és des d'un microscopi electrònic d'escaneig mirant les cèl·lules SRAM de 180 nanòmetres del dau de silici.

L'STM32 és una família de microcontroladors IC basats en els nuclis RISC ARM Cortex-M33F, Cortex-M7F, Cortex-M4F, Cortex-M3, Cortex-M0+ i Cortex-M0 de 32 bits. STMicroelectronics llicencia la IP del processador ARM d'ARM Holdings. Els dissenys bàsics d'ARM tenen nombroses opcions configurables i ST tria la configuració individual que s'utilitzarà per a cada disseny. ST connecta els seus propis perifèrics al nucli abans de convertir el disseny en una matriu de silici. Les taules següents resumeixen les famílies de microcontroladors STM32.
| Sèries STM32            | Nucli ARM CPU |
| ----------------------- | ------------- |
| L5, U5                  | Cortex-M33F   |
| F7, H7                  | Cortex-M7F    |
| F3, F4, G4, L4, L4+, WB | Cortex-M4F    |
| WL                      | Cortex-M4     |
| F1, F2, L1              | Cortex-M3     |
| G0, L0                  | Cortex-M0+    |
| F0                      | Cortex-M0     |